# 豆苗

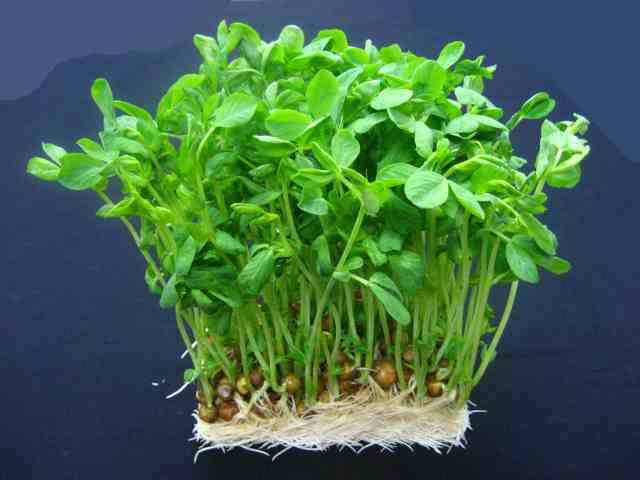
豆苗（とうみょう）

豆苗（とうみょう、ドウミャオ）はエンドウの若菜。本場である中国では、大きく成長したエンドウの若い葉と茎の先端を摘んだもので、中華料理の高級食材だったが、日本市場では主に水耕栽培で発芽させたスプラウト状態のエンドウが根付き、またはカットされて販売されている。特有の風味があり、β-カロテンをはじめとするビタミン類が豊富なのが特徴。英語名はSnow peas leaf。学名はPisum sativum L.。

## 歴史
豆苗としてエンドウの若菜を食べるようになったのは中国で、収穫される量も時期も限られるため、一部の高貴な人やお正月などの特別なときにしか口に出来ない希少品であった。日本に豆苗が登場するのは1970年代の日中国交回復以降である。1995年頃から、植物工場で豆を発芽させた状態の豆苗が栽培されるようになると、年間通して安定生産が可能となり、一般野菜として家庭にも浸透するようになった。特に2008年のリーマン・ショック以後、豆苗の需要は急速に伸びている。

## 栄養
豆苗は、可食部100グラム (g) あたりの熱量が31キロカロリー (lcal) で、β-カロテンを100 g当たり4700マイクログラム (μg) と豊富に含む。これはホウレンソウ100 g当たりのβ-カロテン量4200 μgの約1.119倍に相当する。その他にもビタミンEやビタミンK、葉酸やビタミンCも豊富で、β-カロテンを含めたこれらの栄養成分は一般的な緑色葉物野菜（ホウレンソウ、小松菜、春菊、ニラ）の含有量を上回る。

## 食べ方
ほのかなエンドウ豆の香りと甘味、シャキシャキとした食感が特長。油との相性がよく、風味と食感を活かして炒め物が最も向いている。さっと茹でた後にスープや和え物に、生でドレッシングをかけてサラダにも使われる。アクが少ないため、下ゆで等の必要はなく、そのまま炒め料理に使ったり、電子レンジで加熱しておひたしなどにも使える。

## 再収穫
根が付いた状態で販売されていることが多く、その場合は可食部を切り取った後の根の部分を、受け皿となる浅い容器などに入れ、水にひたして明るい日陰に置くと脇芽が伸びて再収穫できる。豆から近いところに脇芽が2本ほどあるので、再収穫したい場合はこれらの脇芽が残るように切るとよい。季節や栽培条件にもよるが10日から2週間前後で茎が20 cmくらいに再成長する。ただし脇芽や豆自体が持つ養分を使い果たし、雑菌が繁殖するなどのトラブルも生じやすいため、3回目以降の再収穫はうまくいかないことが多い。豆の発芽には酸素が必要なので受け皿には豆が水をかぶらない程度に給水し、最低でも1日に1度は水を換えるのがコツである。なお、製品によっては、パッケージに再収穫の方法が書かれている。

## 栽培
現在、日本で最も流通している根付きの豆苗は植物工場で水耕栽培される。そのため、農薬を一切使わずに栽培できる。また、天候に左右されず安定的な栽培が可能で、他の葉物野菜価格が高騰した場合にも通常と変わらない価格や品質で流通する。2011年11月には山梨県北杜市に国内最大の豆苗専用植物工場ができた。